# Liste der Baudenkmale in Spantekow
In der Liste der Baudenkmale in Spantekow sind alle denkmalgeschützten Bauten der Gemeinde Spantekow (Mecklenburg-Vorpommern) und ihrer Ortsteile aufgelistet. Grundlage ist die Veröffentlichung der Denkmalliste des Landkreises Ostvorpommern mit dem Stand vom 30. Dezember 1996. 

## Baudenkmale nach Ortsteilen

### Spantekow
| ID | Lage                | Bezeichnung                                                                          | Beschreibung | Bild                                                                                 |
| -- | ------------------- | ------------------------------------------------------------------------------------ | --- | ------------------------------------------------------------------------------------ |
|    | (Karte)             | Festungsanlage Schloss, Wirtschaftsgebäude                                           | Bedeutende Renaissance - Burganlage; Reste vom Mittelalter; 2- und 3-gesch. Hauptgebäude; 4-gesch., achteck. Turm von 1567 mit Glockenhaube; später Umbau zur Feste die 1677 geschleift wurde; nur Kirchenfundamente nach Brand von 1748 erhalten; Besitz: Familie von Schwerin, Schweden, Preußen, dann wieder Familie Schwerin.                                                                    | Festungsanlage Schloss, Wirtschaftsgebäude                                           |
|    | (Karte)             | Friedhof, Umfassungsmauer mit Toranlagen, hist. Grabzeichen, "Gespaltener Grabstein" | | Friedhof, Umfassungsmauer mit Toranlagen, hist. Grabzeichen, "Gespaltener Grabstein" |
|    | (Karte)             | Kirche                                                                               | Spätgotische, stark veränderte Saalkirche vom 15. Jahrhundert aus Backstein; Westturm in Fachwerk von 1754 mit eingezogenem Obergeschoss und Schweifhaube, Fenster mit barocken segmentbogigen Formen von 1754; rck. Chor und Seitenkapellen von 1857; Innen: Flach gedeckt, barocker Altaraufsatz und Kanzel vom 17. Jh., Patronatsloge von um 1800, Taufengel 18. Jh., Grüneberg - Orgel von 1860. | Kirche                                                                               |
|    | (Karte)             | Kriegerdenkmal                                                                       | | Kriegerdenkmal                                                                       |
|    | (Karte)             | Mühle mit Trafohäuschen                                                              | | Mühle mit Trafohäuschen                                                              |
|    | Nr. 3/4             | Wohnhaus, rechte Hälfte mit Stallspeicher, Gartenmauer                               | |                                                                                      |
|    | Nr. 32              | Scheune                                                                              | |                                                                                      |
|    | Nr. 75              | Pfarrhaus, Geburtshaus J. C. Adelung                                                 | Geburtshaus J. C. Adelung | Pfarrhaus, Geburtshaus J. C. Adelung                                                 |
|    | Nr. 109             | ehem. Kornspeicher                                                                   | |                                                                                      |
|    | Schlosspark (Karte) | Gedenkstein und Erbbegräbnis                                                         | |                                                                                      |

### Dennin
| ID | Lage           | Bezeichnung                                                        | Beschreibung | Bild                                                               |
| -- | -------------- | ------------------------------------------------------------------ | --- | ------------------------------------------------------------------ |
|    |                | Denkmal/Grabstätte für einen unbekannten Soldaten                  | | Denkmal/Grabstätte für einen unbekannten Soldaten                  |
|    |                | ehem. Schmiede                                                     | | ehem. Schmiede                                                     |
|    |                | ehem. Spritzenhaus                                                 | | ehem. Spritzenhaus                                                 |
|    | (Karte)        | Friedhof, Umfassungsmauer mit Toranlage und Portal, Kriegerdenkmal | | Friedhof, Umfassungsmauer mit Toranlage und Portal, Kriegerdenkmal |
|    | (Karte)        | Gutsanlage mit Gutshaus (Nr. 14) und Kornspeicher                  | | Gutsanlage mit Gutshaus (Nr. 14) und Kornspeicher                  |
|    | (Karte)        | Kirche                                                             | | Kirche                                                             |
|    | Nr. 9 (Karte)  | eh. Molkerei                                                       | | eh. Molkerei                                                       |
|    | Nr. 11 (Karte) | Bahnhäuschen                                                       | Der Bahnhof Dennin (zeitweise auch Wegezin-Dennin genannt) war ein wichtiger Knotenpunkt im Netz der Mecklenburg-Pommerschen Schmalspurbahn. Hier verzweigten sich Strecken nach Anklam, Friedland, Jarmen, Janow und Drewelow. Die Station war bis 1969 in Betrieb. Die Strecken führten auf drei Seiten um das kleine Bahnhofsgebäude herum. | Bahnhäuschen                                                       |

### Drewelow
| ID | Lage              | Bezeichnung                             | Beschreibung | Bild           |
| -- | ----------------- | --------------------------------------- | ------------ | -------------- |
|    | (Karte)           | Friedhof, Umfassungsmauer mit Toranlage |              |                |
|    | (Karte)           | Kirche                                  |              | Kirche         |
|    | (Karte)           | Kriegerdenkmal                          |              | Kriegerdenkmal |
|    | Nr. 11 (Karte)    | Wohnhaus                                |              |                |
|    | Nr. 12 (Karte)    | Wohnhaus                                |              |                |
|    | Nr. 22 (Karte)    | Scheune                                 |              |                |
|    | Nr. 59/60 (Karte) | Kornspeicher/Mühle                      |              |                |
|    | Nr. 68/71 (Karte) | Wohnhaus                                |              |                |
|    | Nr. 77 (Karte)    | Gehöft mit Wohnhaus und Stallspeicher   |              |                |
|    | Nr. 79 (Karte)    | Backhaus                                |              |                |

### Fasanenhof
| ID | Lage          | Bezeichnung                                | Beschreibung | Bild |
| -- | ------------- | ------------------------------------------ | ------------ | ---- |
|    | ehem. Vorwerk | Nr. 13/14: Wohnhaus (straßenseitiger Teil) |              |      |

### Janow
|  | Lage | Bezeichnung | Beschreibung | Bild |
|  | ---- | --- | --- | ---- |
|  | Lage | Gutsanlage mit Schloss, Park mit Umfassungsmauer und Toranlage Wegenetz, Platzanlagen, Wasserpumpen, Turmhügel, Umfriedungen sowie Schienenreste der MPSB, Nr. 2, Gärtnereihaus mit Wirtschaftsgebäude, Zaunanlage, Wirtschafts- und Verwalterhaus, Wasserpumpe, Pferdestall/Kornspeicher, Rinderstallspeicher, Nr. 8/9 Landarbeiterhaus mit Stallgebäude, Nr. 13/14, Landarbeiterhaus mit Stallgebäude, Nr. 18/19 Landarbeiterhaus, Nr. 20/25, Landarbeiterhaus mit Stallgebäude, Nr. 26, Schnitterkaserne, Schmiede, Stellmacherei, Maschinenschuppen, Schafstall, linker Stallspeicher, Sekretärshaus, Markierungsstein mit Raute | Bild oben: Altes Herrenhaus von 1816 Bild unten: Herrenhaus von 1877: 2-gesch., 11-achs., neoklassizistischer, verputzter Mauerwerksbau mit Mezzaningeschoss, Mittelrisalit und Seitenflügeln, 1877 für Albert Julius Graf von Ziethen-Schwerin-Wustrau erbaut, es ersetzte das alte Herrenhaus, Parkanlage noch gut erhalten |      |

### Japenzin
| ID | Lage              | Bezeichnung                                  | Beschreibung | Bild                                         |
| -- | ----------------- | -------------------------------------------- | --- | -------------------------------------------- |
|    | (Karte)           | Friedhof, Umfassungsmauer und Kriegerdenkmal | | Friedhof, Umfassungsmauer und Kriegerdenkmal |
|    | (Karte)           | Kirche                                       | Spätmittelalterlicher, rechteckiger Feldsteinbau mit polygonalem Chor, der den Vorgängerbau aus Fachwerk ummantelt; verbretterter 3-gesch. Westturm mit 8-eckigem Helm, Flügelaltar (15. Jh.), Orgel von Barnim Grüneberg (19. Jh.), drei Glocken (1366 und 1400) | Kirche                                       |
|    | Nr. 26 (Karte)    | Wohnhaus                                     | |                                              |
|    | Nr. 34 (Karte)    | Wohnstallhaus                                | |                                              |
|    | Nr. 91/92 (Karte) | Wohnhaus und Stallspeicher                   | |                                              |
|    |                   | Windmühle, Elektromühle, Backhaus            | |                                              |

### Landskron
| ID | Lage    | Bezeichnung                | Beschreibung | Bild                       |
| -- | ------- | -------------------------- | ------------ | -------------------------- |
|    | (Karte) | Festungsanlage mit Schloss |              | Festungsanlage mit Schloss |

### Neuendorf B
| ID | Lage    | Bezeichnung                                                | Beschreibung | Bild   |
| -- | ------- | ---------------------------------------------------------- | ------------ | ------ |
|    | (Karte) | Friedhof, Umfassungsmauer mit Toranlage, hist. Grabzeichen |              |        |
|    | (Karte) | Kirche                                                     |              | Kirche |
|    | Nr. 32  | Wohnhaus                                                   |              |        |
|    | Nr. 38  | Wohnhaus                                                   |              |        |

### Rebelow
| ID | Lage                       | Bezeichnung   | Beschreibung | Bild          |
| -- | -------------------------- | ------------- | ------------ | ------------- |
|    | (Karte)                    | Kirche        |              | Kirche        |
|    | Nr. 26/27                  | Wohnhaus      |              | Wohnhaus      |
|    | Nr. 47                     | Wohnstallhaus |              | Wohnstallhaus |
|    | Nr. 56, jetzt Kirchstr. 24 | Dorfkrug      |              | Dorfkrug      |
|    | Nr. 69                     | Wohnhaus      |              |               |

### Rehberg
| ID | Lage                            | Bezeichnung                 | Beschreibung | Bild |
| -- | ------------------------------- | --------------------------- | ------------ | ---- |
|    | Gutsanlage mit Wohnhaus (Nr. 4) | Stallspeicher (nordöstlich) |              |      |

## Quelle
- Bericht über die Erstellung der Denkmallisten sowie über die Verwaltungspraxis bei der Benachrichtigung der Eigentümer und Gemeinden sowie über die Handhabung von Änderungswünschen (Stand: Juni 1997; PDF, 934 kB)

- Karte mit allen Koordinaten:
- OSM |
- WikiMap